# Mittersheim
Mittersheim település Franciaországban, Moselle megyében. Lakosainak száma 579 fő (2022. január 1.). Mittersheim Berthelming, Belles-Forêts, Fénétrange, Loudrefing, Niederstinzel, Romelfing, Saint-Jean-de-Bassel és Vibersviller községekkel határos.

## Népesség
A település népességének változása:
| Lakosok száma | 641  | 632  | 627  | 543  | 596  | 598  | 596  | 603  | 595  | 579  |
|               | 1968 | 1982 | 1990 | 2006 | 2013 | 2015 | 2017 | 2019 | 2020 | 2022 |